# Ginnastica ai Giochi della I Olimpiade - Fune
La gara della fune dei Giochi della I Olimpiade fu uno degli otto eventi sportivi, riguardanti la ginnastica dei primi Giochi olimpici moderni, tenutosi ad Atene, il 10 aprile 1896.
Hanno partecipato alla competizione 5 atleti provenienti da quattro nazioni. La gara, che si tenne nell'arena dello Stadio Panathinaiko di Atene era riservata ai soli atleti maschi, come tutte le competizioni dell'Olimpiade di Atene 1896.
La corda era lunga 14 metri. Solo i greci Andriakopoulos e Xenakis furono in grado di arrivare in cima; sebbene avessero salito la stessa altezza, il vincitore fu Andriakopoulos per il suo tempo di ascesa, minore rispetto al connazionale (il tempo di Xenakis non è noto).

## Risultati
I risultati sono basati su un punteggio, trovato analizzando il tempo e lo stile di salita.
| Posizione | Atleta                  | Paese       | Altezza     | Secondi |
| --------- | ----------------------- | ----------- | ----------- | ------- |
|           | Nikolaos Andriakopoulos | Grecia      | 14,0 m      | 23,4 s  |
|           | Thomas Xenakis          | Grecia      | 14,0 m      | ---     |
|           | Fritz Hofmann           | Germania    | 12,5 m      | ---     |
| ?         | Viggo Jensen            | Danimarca   | Sconosciuto | ---     |
| ?         | Launceston Elliot       | Regno Unito | Sconosciuto | ---     |